# Приміткино (селище)
Примі́ткино (рос. Приметкино) — селище у складі Маріїнського округу Кемеровської області, Росія.
Стара назва — Станція Приміткино.

## Населення
Населення — 43 особи (2010; 69 у 2002).
Національний склад (станом на 2002 рік):
- росіяни — 99 %